# عبدالوحید دورانی
عبدالوحید دورانی (انگلیسی: Abdul Wahid Durrani; ۳۰ ژوئن ۱۹۱۷ – ۲۴ فوریهٔ ۲۰۰۸) بازیکن و مربی فوتبال اهل پاکستان بود.
وی همچنین در تیم ملی فوتبال پاکستان بازی کرده است.